# 岳霆
岳霆（1137年—？），原名岳霭，字应时，号君锡，相州汤阴县人，南宋官员，岳飞的第五子，岳云、岳雷、岳霖、岳震之弟。
岳霆是李氏所生，岳飞遇害时，他年仅五岁。宋孝宗时，岳飞被平反，岳霭被赐名岳霆，官授朝散大夫。岳霆官至修武郎、阁门祗候。去世后，与四哥岳震同葬黄梅县。妻佐德夫人刘氏，生三子：岳蹯，字念二，朝请大夫、监承知金州兼内安抚使；岳与，字念五；岳琨，字念八。朝鲜王朝开国功臣李之蘭自称是岳霆五世孙之子。评书《铁伞怪侠》以岳霆为主人公。